# SOR B 10.5
SOR B 10.5 — городской автобус, выпускаемый чешской компанией SOR Libchavy в 2001—2006 годах.

## Конструкция
Модель SOR B 10.5 является производной от SOR C 10.5, от которой отличается тремя дверьми, поскольку автобус позиционируется, как городской. Компоновка автобуса заднемоторная, заднеприводная. Кузов сделан из металла, салон выполнен в пластиковой оправе. Передняя ось автобуса SOR, задняя ось автобуса MERITOR.

## Производство
Автобус SOR B 10.5 распространяется в Чехии, где не было ни одного городского автобуса той же категории. В некоторых других городах эксплуатируется газомоторная модификация.